# Felipe Baloy
Felipe Abdiel Baloy Ramírez (Panama City, 24. veljače 1981.) bivši je panamski nogometaš koji je igrao na poziciji braniča. Strijelac je prvog pogotka za Panamu na Svjetskim nogometnim prvenstvima i s 37 godina najstariji strijelac Svjetskog prvenstva u Rusiji 2018. godine.
Rođen je u panamskom glavnom gradu Panama Cityu kao najmlađi od sedmero braće. Nakon osnovne i srednje škole odustao je od fakulteta i okrenuo se nogometu. Igrao je i u Kolumbiji, Brazilu i Meksiku.
Nastupao je za panamsku momčad do 20 godina te je na CONCACAF Gold Cupu 2005. uvršten u najbolju momčad prvenstva. Od 2001. do 2018. igrao je za nacionalnu momčad i dugo vremena bio njezinim kapetanom, između ostalog i na SP-u u Rusiji gdje je zabio prvi pogodak za svoju zemlju na Svjetskim nogometnim prvenstvima. Za nacionalnu momčad upisao je 103 nastupa i zabio 4 pogotka. 